# Jefferson megye (Kansas)
Jefferson megye az Amerikai Egyesült Államokban, azon belül Kansas államban található. Megyeszékhelye Oskaloosa, legnagyobb városa Valley Falls. Lakosainak száma 18 368 fő (2020. április 1.). Jefferson megye Jackson, Douglas, Atchison, Leavenworth és Shawnee megyékkel határos.

## Népesség
A megye népességének változása:
| Lakosok száma | 19 122 | 18 981 | 18 904 | 18 813 | 18 930 | 18 368 |
|               | 2010   | 2011   | 2012   | 2013   | 2015   | 2020   |